# Takamiy Classics
『Takamiy Classics』（タカミー・クラシックス）は、高見沢俊彦とEMIミュージック・ジャパンのクラシック系レーベルであるEMI CLASSICSの合同企画による企画アルバム。2011年8月10日発売。品番はTOCT-90033。

## 収録曲
1. R.シュトラウス：交響詩『ツァラトゥストラはかく語りき』導入部
  - ヴォルフガング・サヴァリッシュ指揮　フィラデルフィア管弦楽団
2. ドヴォルザーク：交響曲 第9番 『新世界より』 第4楽章より
  - ヘルベルト・フォン・カラヤン指揮　ベルリン・フィルハーモニー管弦楽団
3. アルビノーニのアダージョ （ジャゾット編）
  - サー・ネヴィル・マリナー指揮　アカデミー室内管弦楽団
4. ラフマニノフ：ピアノ協奏曲 第2番 ハ短調 第1楽章：モデラートより
  - アレクシス・ワイセンベルク（ピアノ）ヘルベルト・フォン・カラヤン指揮　ベルリン・フィルハーモニー管弦楽団
5. プッチーニ：誰も寝てはならぬ（歌劇『トゥーランドット』より）
  - ホセ・カレーラス（テノール）アラン・ロンバール指揮　ストラスブール・フィルハーモニー管弦楽団　ライン歌劇場合唱団
6. シューベルト：セレナーデ
  - カーメン・ドラゴン指揮　ハリウッド・ボウル交響楽団
7. ホルスト：『惑星』より 木星（ジュピター）：喜悦をもたらす者
  - サイモン・ラトル指揮　ベルリン・フィルハーモニー管弦楽団
8. リスト：愛の夢
  - レイフ・オヴェ・アンスネス（ピアノ）
9. シューマン：トロイメライ
  - マルタ・アルゲリッチ（ピアノ）
10. ワーグナー：ワルキューレの騎行
  - マリス・ヤンソンス指揮　オスロ・フィルハーモニー管弦楽団
11. モーツァルト：『レクイエム』より 怒りの日
  - リッカルド・ムーティ指揮　ベルリン･フィルハーモニー管弦楽団
12. ショパン：エチュード 作品10-12 『革命』
  - スタニスラフ・ブーニン（ピアノ）
13. パッヘルベルのカノン
  - ベルリン弦楽ゾリステン
14. シューベルト：魔王
  - ディートリヒ・フィッシャー＝ディースカウ（バリトン）　ジェラルド・ムーア（ピアノ）
15. ストラヴィンスキー：『火の鳥』終曲
  - ケント・ナガノ指揮　ロンドン交響楽団
16. 交響曲 第9番 『合唱』 第4楽章より
  - サイモン・ラトル指揮　ウィーン・フィルハーモニー管弦楽団
17. Special Track：Takamiy Classics Fantasy op.1（誰も寝てはならぬ〜アルビノーニのアダージョ~ジュピター〜ワルキューレの騎行〜新世界より〜第九）
  - 演奏：Takamiy